# Raimondas Rumšas
Raimondas Rumšas (Šilutė, 14 januari 1972) is een Litouws voormalig wielrenner. Hij was beroepsrenner tussen 1996 en 2006.

## Carrière
In 2000 brak Raimondas Rumšas door met een vijfde plaats in het eindklassement van de Ronde van Spanje en winst in de Ronde van Lombardije.
In 2002 eindigde hij in de Ronde van Frankrijk als derde in het eindklassement. Een dag later werd de wielrenner geschorst door zijn ploeg Lampre, nadat in de auto van zijn vrouw dopingproducten werden gevonden zoals epo en testosteron. Volgens de vrouw waren de producten bestemd voor haar moeder. Rumšas zelf ontkende enig verboden middel gebruikt te hebben.
Lampre ontsloeg de renner nadat hij positief testte op epo in mei 2003, nadat hij de Ronde van Italië had gereden. Hij kreeg een schorsing van één jaar. In juni 2005 werd hij gearresteerd en in januari 2006 werden hij en zijn vrouw door de Franse justitie veroordeeld tot vier maanden gevangenisstraf.

## Persoonlijk leven
Op 2 mei 2017 overleed Rumšas' zoon Linas Rumšas op 21-jarige leeftijd. In september van dat jaar werd bekend dat vader Raimondas een van de vijf verdachten is in het onderzoek naar de dood van zoon Linas, nadat er verboden middelen werden gevonden in zijn woning.
In oktober 2017 werd bekend dat zijn andere zoon, de 23-jarige Raimondas junior, op 6 september positief testte op het groeihormoon GRHP-6.

## Belangrijkste overwinningen
1992
3e etappe Ronde van Polen
1994
Eindklassement Course de la Solidarité Olympique
1996
Bergklassement Ronde van Polen
Memoriał Andrzeja Trochanowskiego
1997
7e etappe Commonwealth Bank Classic
1998
3e, 4e en 13e etappe Commonwealth Bank Classic
1e en 4e etappe Vredeskoers
4e etappe Hessen Rundfahrt
1999
Eindklassement Wielerweek van Lombardije
9e, 11e en 14e etappe Commonwealth Bank Classic
6e en 7e etappe Ronde van Polen
3e etappe Vredeskoers
4e etappe Prudential Tour
Baltyk-Karkonosze-Tour
2000
Ronde van Lombardije
2001
6e etappe + eindklassement Vuelta Ciclista al País Vasco
 Litouws kampioen op de weg, Elite
2005
 Litouws kampioen tijdrijden op de weg, Elite

## Resultaten in voornaamste wedstrijden
| Jaar | Ronde van Italië | Ronde van Frankrijk | Ronde van Spanje |
| ---- | ---------------- | ------------------- | ---------------- |
| 1998 |                  |                     |                  |
| 1999 |                  |                     |                  |
| 2000 |                  |                     | 5e               |
| 2001 |                  |                     |                  |
| 2002 |                  | ↑                   |                  |
| 2003 | 6e               |                     |                  |

| Jaar | Milaan-San Remo | Amstel Gold Race | Luik-Bast.‑Luik | Ronde van Lombardije | Waalse Pijl |  | WK op de weg |
| ---- | --------------- | ---------------- | --------------- | -------------------- | ----------- |  | ------------ |
| 1998 |                 |                  |                 |                      |             |  | 9e           |
| 1999 |                 |                  |                 |                      |             |  | 26e          |
| 2000 |                 |                  | 35e             | ↑                    | 38e         |  | 24e          |
| 2001 | 29e             |                  | 6e              |                      | 12e         |  | 74e          |
| 2002 |                 | 91e              | 39e             |                      | 58e         |  |              |
| 2003 | 33e             | 24e              | 42e             |                      | 45e         |  |              |

Wielerploegen van Raimondas Rumšas
Baldato · Balducci · Belli · Ferrigato · Fincato · Frigo · Giordani · Hoestov · Konysjev · Loda · Mazzanti · Peron · Petacchi · Petito · Rumšas · Tiralongo · Tosatto · Valjavec
Baldato · Basso · Belli · Casagrande · Fincato · Frigo · Giordani · Hoestov · Ivanov · Kirchen · Konysjev · Loda · Mazzanti · Peron · Petacchi · Petito · Pozzi · Rumšas · Tiralongo · Tosatto · Valjavec · Albasini (stagiair) · Moletta (stagiair) · Pietropolli (stagiair)
Barbero · 
Belohvoščiks · 
Bertogliati · 
Bertoletti ·   
Codol · 
Cortinovis · 
Dierckxsens · 
Frutti · 
Gárate · 
Kadlec · 
Loddo ·
Missaglia · 
Pagliarini · 
Piccoli · 
Pinotti · 
Quinziato ·
Rumšas (tot 28/07) ·
Sciandri ·
Serpellini · 
Spruch · 
Svorada · 
Tonkov ·
Verstrepen
Barbero · 
Belli · 
Bertogliati · 
Bertoletti ·   
Casagrande · 
Cortinovis · 
Gárate · 
Kadlec · 
Loddo ·
Missaglia · 
Pagliarini · 
Piccoli · 
Pinotti · 
Quinziato ·
Ratti ·
Righi ·
Rumšas ·
Sciandri ·
Serpellini · 
Spruch · 
Svorada · 
Vila